# Historia del uniforme de Coquimbo Unido
La Indumentaria de Coquimbo Unido es el utilizado por los jugadores Coquimbo tanto en competencias nacionales como internacionales, desde el primer equipo hasta los juveniles, como también la femenil.

## Historia

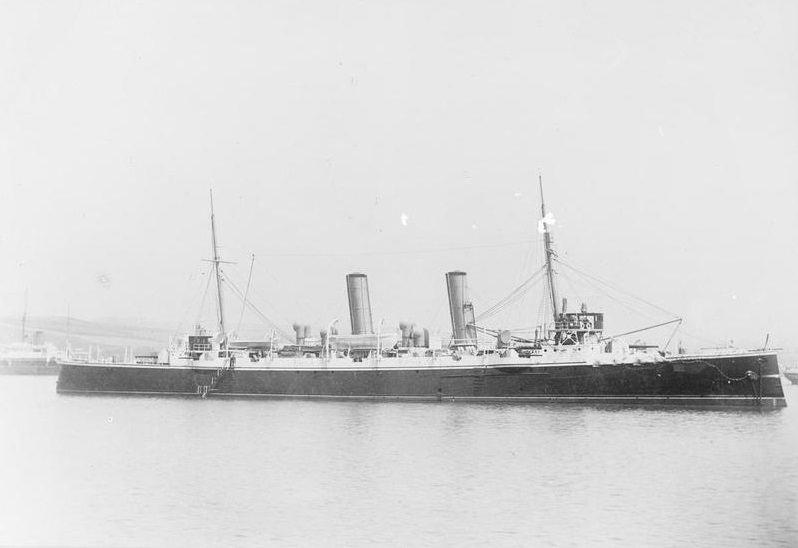
El HMS Flora de la Marina Real Británica, cuya tripulación fue derrotada por Coquimbo en 1903, y cuyo comandante obsequió las camisetas aurinegras usadas por los marinos al conjunto local.

Los colores amarillo y negro que caracterizan al club desde su fundación tienen su origen en una serie de encuentros protagonizados en el puerto por el once local contra los jugadores de los cruceros británicos HMS Flora y HMS Grafton entre enero y abril del año 1903. Habiendo los coquimbanos derrotado en dos encuentros al Grafton, se enfrentaron en cinco oportunidades al Flora, crucero que había arribado al puerto el 20 de enero de 1903 y cuyo equipo estaba invicto en su paso por Montevideo y Buenos Aires. Los primeros dos encuentros terminaron en igualdad en el marcador, el tercero lo ganó Coquimbo, y el cuarto el Flora. El quinto y decidor enfrentamiento contra el Flora, cuyo equipo vestía camiseta amarilla y negra por mitades, fue programado el 4 de abril, en donde resultó finalmente vencedor el cuadro local por 1:0. Al final del encuentro y por reconocimiento a la victoria de Coquimbo, el comandante del crucero británico Casper Baker hizo entrega en el campo de juego las once camisetas del conjunto de su tripulación al capitán coquimbano Alfredo Segundo Steel.

La Bandera de San David, patrono de Gales

Una visión centrada en hechos históricos interpreta esta seguidilla de encuentros,y la visita por más de dos meses de los navíos británicos, en la gran conexión que existía a fines del siglo XIX, entre el puerto de Coquimbo y Gales. Debido a que en esa época la mayoría del cobre que se exportaba en la región a través del puerto de Coquimbo se llevaba a las fundiciones de Swansea en Gales. Además muchas familias galesas, entre ellas los Mc Auliffe, Lewellyn o Goudie, que se habían asentado durante el siglo XIX en el puerto de Coquimbo como técnicos de las fundiciones o comerciantes, seguían manteniendo las costumbres de su país de origen, en particular las celebraciones del Saint David o "Dewi Sant", uno de los símbolos más representativos de Gales, el cual tiene su día de celebración nacional el 1 de marzo, periodo en que se realizaron los partidos contra el HMS Flora y HMS Graffton, y hasta el día de hoy se celebran eventos deportivos o folclóricos caracterizados por las banderas amarillas y negras de San David. Existen antecedentes históricos que ratifican las primeras celebraciones del Saint David realizadas por trabajadores mineros galeses en el puerto de Coquimbo a partir de 1827. Otros datos importantes se centran en que, tanto el HMS Flora, como el HMS Grafton partieron su travesía y fueron construidos en Pembroke, Gales.

## Uniforme titular
Estas camisetas aurinegras fueron vestidas por el seleccionado de Coquimbo en su gira a Santiago en agosto del mismo año, derrotando a seleccionados de la capital en el Parque Cousiño y en la Quinta Normal de Agricultura; y en el año 1912 la Coquimbo Foot-ball Association, previo a un encuentro con un seleccionado de Antofagasta decidió por unanimidad adoptar como uniforme definitivo de los seleccionados de la ciudad las camisetas amarillas y negras a mitades, las mismas que adoptó Coquimbo Unido en su fundación en el año 1957.
| 1959 | 1962-63 | 1964 | 1976 | 1978-79 | 2001-02 | 2003 | 2010 | 2011 |

| 2012 | 2013 | 2014 | 2015 | 2015 | 2016 | 2016-17 | 2017 | 2017 |

| 2020-21 | 2021 | 2022 | 2023 |

## Uniforme alternativo
Con respecto al uniforme alternativo tradicionalmente el equipo vistió de color negro o blanco. En el año 2013 como uniforme alternativo Coquimbo Unido estrenó el color azul, derivado de la camiseta de unos de los primeros equipos de la ciudad, el Nacional F.B.C., fundado en el año 1898. Esta camiseta llevaba, al igual que la del Nacional, una estrella blanca situada en la parte frontal. Para 2014 el club utilizó una camiseta de color celeste como alternativa, en recuerdo de la campaña de 1990, en donde fue utilizada una vestimenta de ese mismo color.
| 2010 | 2011 | 2012 | 2013 | 2014 | 2015 | 2016 | 2017 | 2020-21 |

| 2022 | 2023 |

## Tercer uniforme
| 2013-14 | 2015 | 2023 |

## Indumentaria y patrocinadores
| Período   | Proveedor             |
| --------- | --------------------- |
| 1976-1980 | Churchannel           |
| 1981      | Adidas                |
| 1986-1987 | Topper                |
| 1988      | Le Coq Sportif        |
| 1989-1990 | Garda                 |
| 1991-1997 | Adidas                |
| 1998      | Avia                  |
| 1999-2000 | Adidas                |
| 2001-2006 | Buzines               |
| 2007      | Brooks                |
| 2008-2009 | Training Professional |
| 2010-2011 | Mitre                 |
| 2012      | Lotto                 |
| 2013-2015 | Uhlsport              |
| 2016-2017 | Penalty               |
| 2017      | Icone                 |
| 2018-2021 | CAFU Football         |
| 2021-2023 | Siker                 |
| 2024-     | Capelli               |

| Período   | Patrocinador        |
| --------- | ------------------- |
| 1976      | Pesquera Camelio    |
| 1978-1981 | Pisco Bauzá         |
| 1982-1983 | Buses Los Corsarios |
| 1988-1999 | Capel               |
| 2000-2011 | Cristal             |
| 2012-2018 | TPC                 |
| 2019-2021 | PF                  |
| 2021-2022 | Celta               |
| 2022-2023 | Betway              |
| 2024-     | Rojabet             |